# 3293 км
3293 км, Остановочная Платформа 3293 км — железнодорожная станция (населённый пункт) в Коченёвском районе Новосибирской области России. Входит в Прокудский сельсовет. 

## География
Площадь населённого пункта — 1 гектар.

## Население
| 2002 | 2007 | 2010 |
| ---- | ---- | ---- |
| 19   | ↘15  | ↗23  |

## Инфраструктура
В населённом пункте по данным на 2007 год отсутствует социальная инфраструктура.